# プラネットコースター
プラネットコースター (英: Planet Coaster) は2016年に発売された、遊園地を題材とした経営シミュレーションゲームである。

## 概要
過去に「ローラーコースタータイクーン」シリーズなど、テーマパーク経営シミュレーションゲームを数多く手がけたイギリスのフロンティア・デベロップメンツが手掛ける新シリーズ。
これまでの同ジャンル以上に運営、製作できる要素が膨大であり、プロモーション展開やアトラクションの価格設定、乗り物やショップの置き場所に道路の舗装まで多岐に及ぶ。経営においても客の不満がリアルタイムで多方向から出てくるため、全来場者を満足させるには相当な技量を要求されるシビア性も兼ね揃えている。
初心者導入のためのモードもあり、「キャリアモード」（作りかけのパークを、出される課題をクリアできるように発展させていく）、「チャレンジモード」（自由にパークを発展させていくが、資金の概念があって設置できる施設なども研究が必要）、「サンドボックスモード」（資金に制限もなく、初期からすべての施設・アイテムが使用できる）の3つが用意されている。最初はキャリアモードで運営のコツをつかみ、チャレンジモードで資金繰りを念頭に入れ、サンドボックスモードで1から最高の遊園地を作るという段階を踏まえたプレースタイルに対応している。
Steamとの連動も完備している。Workshopで他の人が作った建物やローラーコースターなどもダウンロードできる。
2017年2月28日のアップデートで公式での日本語化に対応した。

## 要求スペック
メモリ12GB、CPUはCore i7級と、推奨環境は非常にハイスペックを要求するものとなっている。必要ギリギリのスペックで最低設定であっても、パークが大きくなると処理が非常に重くなる。